# In His Life: The John Lennon Story
In his life: The John Lennon Story (La Historia de John Lennon en Hispanoamérica) es una película producida en el 2000 por Michael O'Hara Producciones y NBC Studios (EE. UU.). La película fue escrita por Michael O'Hara y dirigida por David Carson.

## Sinopsis
Situado en el Liverpool de la década de 1950, esta película se centra en la vida adolescente de John Lennon (Philip Mcquillan) en su lucha por convertirse en un músico de éxito en las etapas embrionarias del rock and roll británico. Lennon pasa a formar un número de bandas, ampliando su público local, que se desarrolla, antes de unirse posteriormente con Stuart Sutcliffe (Lee Williams), George Harrison (Mark Rice-Oxley), Pete Best (Scot Williams), y Paul McCartney (Daniel McGowan), para formar The Beatles. La banda atrae la atención del promotor de música Brian Epstein (Jamie Glover), que es el cerebro de su éxito y fama. Sin embargo, Sutcliffe y Best son a la vez sacados de la banda, para ser reemplazados por Ringo Starr (Kristian Ealey).
La película se centra en ocho años de juventud de Lennon, de los 16 a 23 años, desde sus años de adolescente en que vive con su tía, Mimi Smith, a los primeros éxitos de los Beatles. Tiene que ver con el abandono de Lennon por su padre, la doble pérdida de su madre (primero en otra familia y luego en un accidente), su presentación a McCartney en el Salón de La Iglesia de San Pedro, su cortejo y el matrimonio con su primera esposa, Cynthia (Gillian Kearney), la pérdida de su mejor amigo Sutcliffe, el nacimiento de su hijo Julian, y la popularidad inicial de los Beatles en Alemania. Incluye auténticos puntos de referencia Liverpoolian como la casa real donde Lennon creció, la Iglesia de San Pedro  (donde conoció a McCartney), el Colegio de Arte de Liverpool y la Quarry Bank Highschool donde Lennon era un estudiante, así como numerosos espectáculos musicales donde los Beatles joven realiza.
También se muestran escenas recreadas de los Quarrymen, la era alemana, y las actuaciones en Cavern Club. La película termina con la aparición de los Beatles por primera vez en el Show de Ed Sullivan.

## Elenco
- Philip McQuillan como John Lennon.
- Blair Brown como Mimi Smith.
- Christine Kavanagh como Julia Lennon.
- Gillian Kearney como Cynthia Powell.
- Daniel McGowan como Paul McCartney.
- Mark Rice-Oxley como George Harrison.
- Lee Williams (actor)  como Stuart Sutcliffe.
- Jamie Glover como Brian Epstein
- Kristian Ealey como Ringo Starr.
- Scot Williams como Pete Best (el baterista original de los Beatles).
- Palina Jonsdottir como Astrid Kirchherr (novia alemana de Stuart Sutcliffe).
- Michael Ryan como Rory Quinn.
- Alex Cox como Bruno Koschmider.
- Anthony Borrows John Lennon niño.
- Paul Usher como Alfred Lennon.

## Premios y nominaciones
La película fue nominada para un premio en el 2001 por "Mejor Película para Televisión Editado Comercial", de la American Cinema Editors.